# Guayaquila emarginata
Guayaquila emarginata är en insektsart som beskrevs av Dietrich. Guayaquila emarginata ingår i släktet Guayaquila och familjen hornstritar. Inga underarter finns listade i Catalogue of Life.